# 2011 en astronautique
Chronologie de l'astronautique
- 2007
- 2008
- 2009
- 2010
- 2011
- 2012
- 2013
- 2014
- 2015

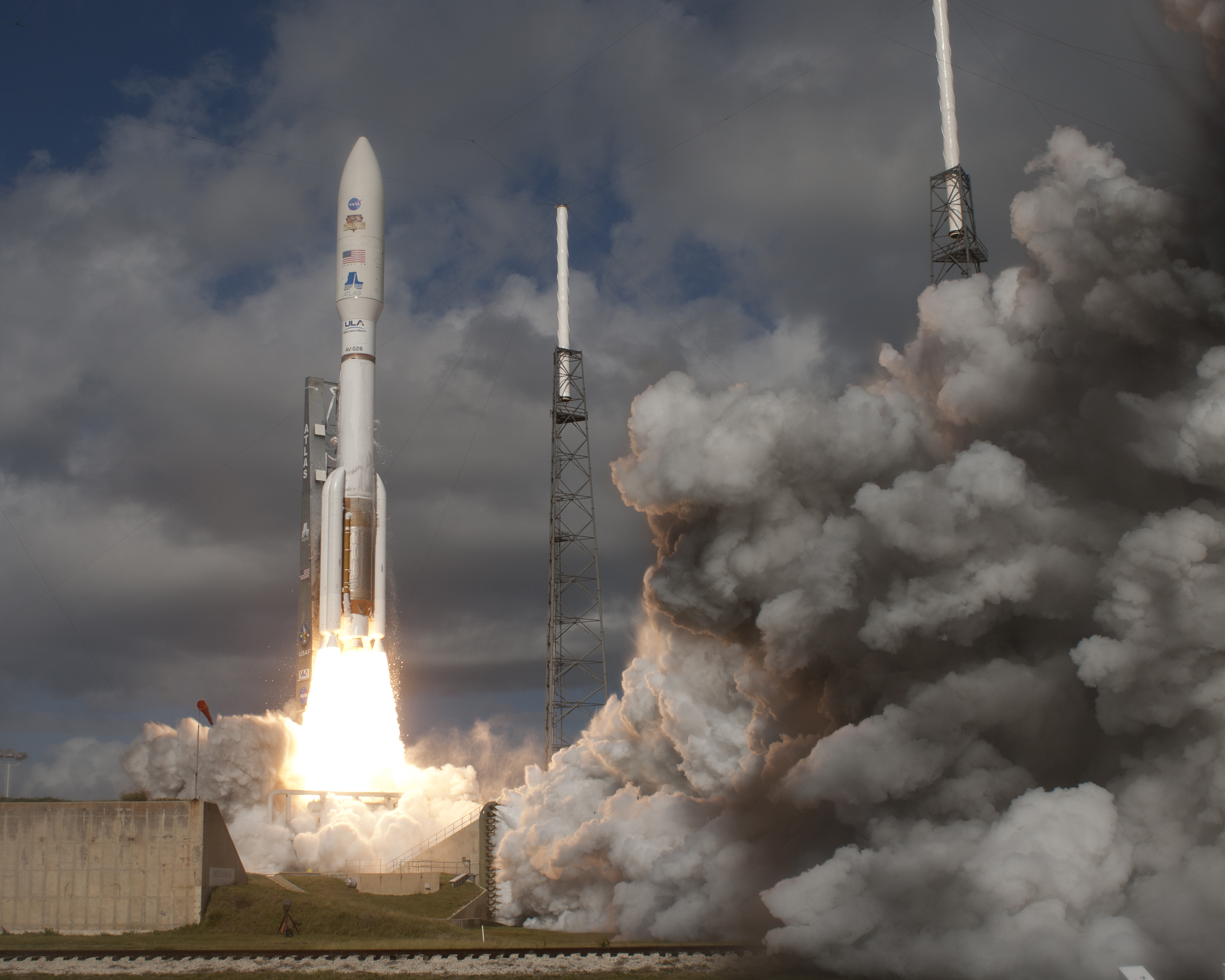
Lancement du rover martien MSL.

Cette page présente la chronologie des événements qui se sont produits durant l'année 2011 dans le domaine de l'astronautique.

## Synthèse de l'année 2011

### Sondes interplanétaires

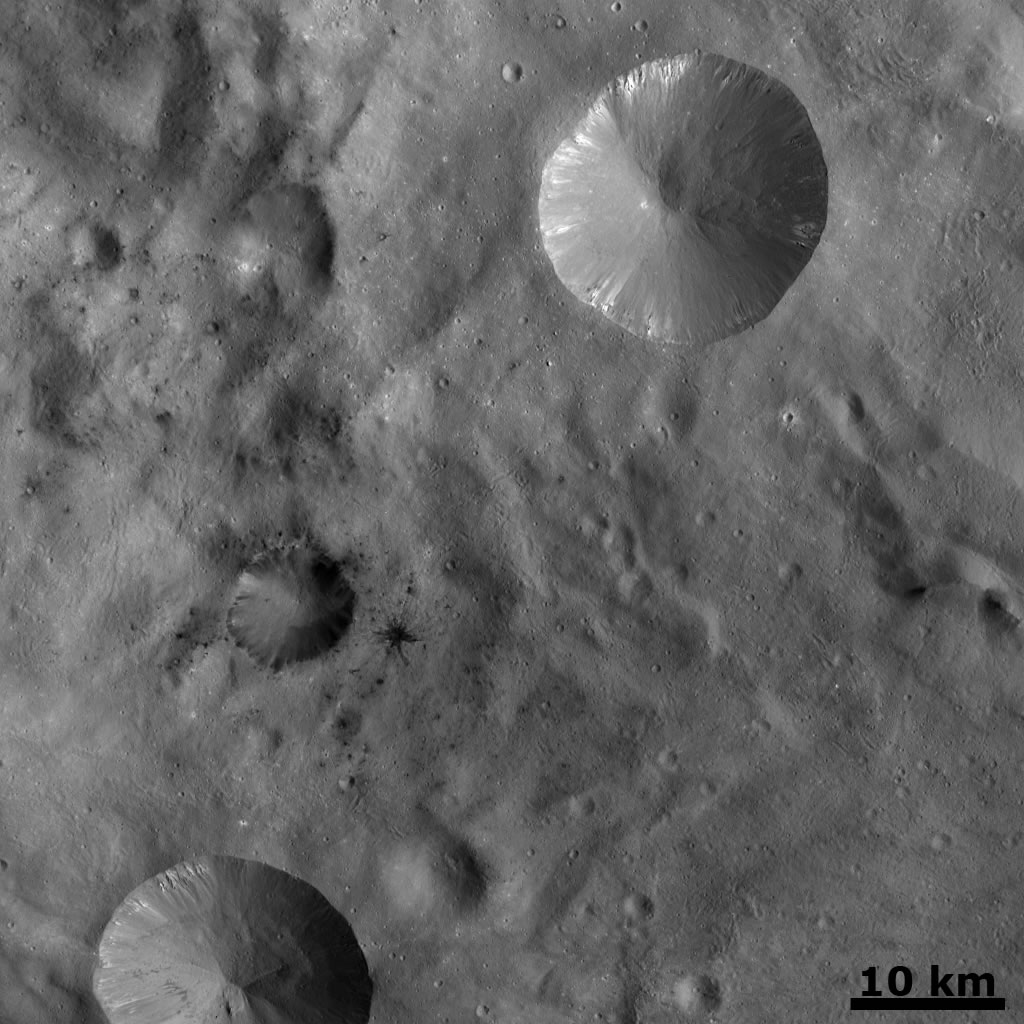
Zones sombres sur le terrain cratérisé de Vesta photographiées par la sonde spatiale Dawn.

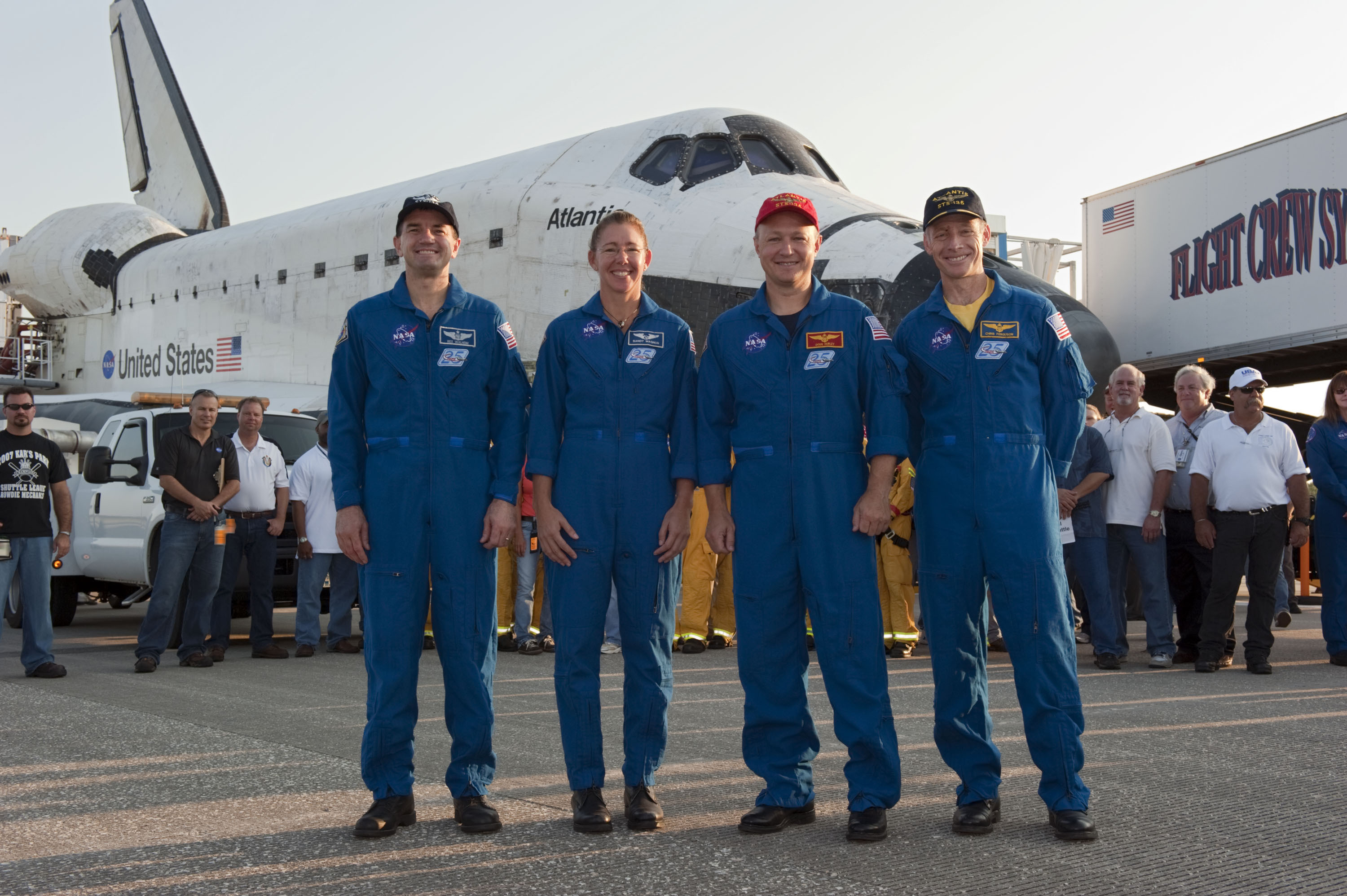
L'équipage du dernier vol de la navette spatiale américaine à son retour de mission.

Quatre sondes spatiales interplanétaires ont été lancées en 2011. La NASA lance en août Juno, à destination de la planète Jupiter que la sonde doit atteindre en 2016. La mission phare de la NASA, le rover  MSL, est lancé en novembre vers la planète Mars : l'engin devrait atterrir sur la planète en aout 2012 . Les deux sondes Grail sont lancées en septembre et devraient débuter début 2012 mission destinées à acquérir une meilleure connaissance de la structure interne de la Lune. La sonde russe Phobos-Grunt lancée en octobre arrivera en vue de la lune martienne Phobos n'a pas réussi à quitter l'orbite terrestre et devrait être détruite au cours de sa rentrée atmosphérique en janvier 2012.
Le 14 février 2011 la sonde Stardust, dans le cadre de la mission secondaire  NExT (New Exploration of Tempel 1), effectue un survol de la comète Tempel 1 à une distance d'environ 200 km. La sonde doit pour la première fois d'étudier les changements apportés au noyau d'une comète par son passage près du Soleil durant lequel la sonde perd une partie de sa matière. Le 18 mars la sonde MESSENGER se place en orbite autour Mercure   et devient ainsi le premier satellite artificiel de cette planète : la sonde doit effectuer durant un an ses observations  qui comprennent notamment la cartographie de la planète, l'étude de la composition du sol et de l'exosphère, la détermination de la structure de son noyau et l'étude de son champ magnétique. Mi-juillet la sonde  Dawn, dont la mission est d'explorer la ceinture d'astéroïdes, s'est placée en orbite autour de l'astéroïde Vesta : elle a commencé à mener une campagne d'observations de près d'un an de cet objet de grande taille (560x454 km) avant de quitter son orbite et de se diriger vers la planète naine Cérès.

### Station spatiale internationale
La construction de la station spatiale internationale est achevée en 2011 hormis le module russe Nauka et le Bras télémanipulateur européen ERA qui seront lancés en 2012. Les trois derniers vols de la navette spatiale internationale ont été effectués en 2011 pour ravitailler la station spatiale et apporter des pièces de rechange et des équipements scientifiques : la mission  STS-133 qui devait avoir lieu en 2010 mais qui a été retardé par des problèmes sur l'isolant du réservoir central, ar en février 2011, en plus du fret, une troisième plateforme de stockage externe de type ExPRESS Logistics Carrier sur lequel doit être transporté plusieurs pièces de rechange, un robot Robonaut 2 destiné à tester le recours à ce type d'assistance dans l'espace ainsi qu'un nouveau module pressurisé destiné à servir de lieu de stockage, le Permanent Multipurpose Module  qui est un des modules pressurisés utilisé par la navette pour transporter le fret adapté pour un séjour permanent dans l'espace ; la mission STS-134, lancée le 16 mai 2011, doit transporter notamment  une quatrième plateforme de stockage externe de type Express Logistics Carrier  avec plusieurs pièces détachées, le Spectromètre magnétique Alpha, une armoire scientifique de type Freezer et une extension pour le bras robotique de la station spatiale. La dernière mission de la navette spatiale STS-135 du 8 juillet, destinée uniquement à ravitailler une dernière fois la station pour combler en partie le retard pris par la mise au point des cargos spatiaux privés, a été finalement financée in extremis. La relève des équipages de la station spatiale internationale a été entièrement prise en charge par quatre vols de vaisseaux russes Soyouz.
Deux vols de ravitaillement de vaisseau cargo de grande capacité ont été par ailleurs réalisés en 2011 : un vol de l'ATV européen Johannes Kepler lancé le 16 février et un vol de l'HTV japonais Kounotori le 22 janvier 2011. Quatre vols de ravitaillement par le cargo russe Progress ont eu lieu mais un a échoué . La première mission de ravitaillement par le vaisseau cargo Dragon dans le cadre du programme COTS a été repoussée en 2012.

### Satellites scientifiques
Le lancement du satellite Glory le 4 mars par une fusée Taurus-XL est un échec. Glory fait partie du programme Earth Observing System (EOS) de la NASA. Placé sur une orbite héliosynchrone, il doit permettre de déterminer les caractéristiques des aérosols présents dans l'atmosphère terrestre et de calculer avec précision l'irradiance totale du Soleil. Le radiotélescope spatial russe RadioAstron (ou Spektr-R) a été lancé le 18 juillet 2011 et a commencé à effectuer des observations sur 4 longueurs d'onde comprises entre 1,35 et 92 cm en interférométrie en utilisant une antenne de 10 mètres de diamètre. Le satellite franco-indien Megha-Tropiques lancé le 12 octobre 2011, doit étudier les échanges d'énergie thermique entre océans et atmosphère dans la zone tropicale pour mieux comprendre leur incidence sur le climat. Le satellite argentin SAC-D, lancé le 10 juin, embarque plusieurs instruments pour observer la Terre : le principal instrument Aquarius, développé par la NASA dans le cadre du programme EOS, doit mesurer la salinité des eaux de surface des océans et permettre d'améliorer les modèles de prévision climatique.

### Lanceurs
Le lanceur Delta 2 et la navette spatiale américaine ont effectué leurs derniers vols en 2011. Le premier tir des lanceurs européen Vega et américain Antares a été repoussé à 2012. Le lanceur russe Soyouz 2 a effectué ses 2 premiers vols depuis le Centre spatial guyanais en inaugurant le nouveau pas de lancement ELS (Ensemble de Lancement Soyouz) construit à Sinnamary, à quelques kilomètres du centre de lancement des fusées Ariane à Kourou. Le dernier vol de qualification du lanceur Falcon 9 et du vaisseau SpaceX Dragon a été repoussé en 2012. Les versions Zenit-3F et Longue Marche 2F/G ont été lancées pour la première fois.
Il y a eu 84 lancements (35 russes ou ex soviétiques, 19 chinois, 18 américains, 5 européens, 3 japonais, 3 indiens et 1 iranien) en 2011 dont 6 ont été des échecs : dans 4 cas la charge utile n'a pas été placée en orbite, dans 2 autres cas l'orbite atteinte n'était pas celle souhaitée. Quatre de ces échecs sont imputables aux lanceurs russes : le lanceur Rokot (orbite trop basse), le lanceur Proton (défaillance troisième étage), le lanceur Soyouz-U (défaillance troisième étage) et le lanceur Soyuz-2-1b/Fregat (défaillance troisième étage). Par ailleurs le lanceur américain Taurus XL a échoué à la suite d'un problème de coiffe tandis que le lanceur chinois  Long March 2C a eu une défaillance du moteur-vernier sur le deuxième étage.

### Divers
La Chine a placé en orbite la petite spatiale Tiangong 1 en orbite. Des équipages devraient l'occuper pour des séjours courts en 2012.

### Chronologie

#### Janvier
| Date       | Lanceur  | Base de lancement | Type                   | Charge utile   | Notes                                                                                       |
| 20 janvier | Delta IV | Vandenberg        | Orbite basse           | NRO L-49       | satellite de reconnaissance                                                                 |
| 20 janvier | Zenit 3F | Baïkonour         | Orbite géostationnaire | Elektro-L No.1 | satellite météorologique, premier vol de la Zenit 3F                                        |
| 22 janvier | H-IIB    | Tanegashima       | Orbite basse           | HTV            | vaisseau cargo : ravitaillement et pièces détachées pour la station spatiale internationale |
| 28 janvier | Soyouz-U | Baïkonour         | Orbite basse           | Progress M-09M | Ravitaillement de la station spatiale internationale                                        |

#### Février
| Date        | Lanceur                                       | Base de lancement       | Type           | Charge utile            | Notes                                                                                       |
| 1er février | Rokot/Briz-KM                                 | Plessetsk               | Orbite basse   | Geo-IK-2 1              | Géodésie. Défaillance de l'étage supérieur. L'orbite atteinte est inférieure à celle visée. |
| 6 février   | Minotaur I                                    | Vandenberg              | Orbite basse   | NRO L-66                |                                                                                             |
| 16 février  | Ariane 5 ES                                   | Centre spatial guyanais | Orbite basse   | ATV Johannes Kepler     | Ravitaillement station spatiale internationale                                              |
| 24 février  | STS-133 Navette spatiale américaine Discovery | Centre spatial Kennedy  | Orbite basse   | Leonardo PMM, ExPRESS-3 | Composants de la station spatiale internationale                                            |
| 26 février  | Soyouz 2.1b/Fregat                            | Plessetsk               | Orbite moyenne | Glonass-K1              | Satellite navigation                                                                        |

#### Mars
| Date    | Lanceur           | Base de lancement | Type                  | Charge utile | Notes                            |
| 4 mars  | Taurus-XL         | Vandenberg        | Orbite héliosynchrone | Glory        | Climatologie. Échec du lancement |
| 5 mars  | Atlas V 501       | Cape Canaveral    | Orbite basse          | X-37B        | Technologie                      |
| 11 mars | Delta IV M+ (4,2) | Cape Canaveral    | Orbite géosynchrone   | NRO L-27     | Reconnaissance                   |
| 29 mars | Rokot-Briz-KM     | Plessetsk         | Orbite basse          | Glonass-K1   | Satellite de télécommunications  |

#### Avril
| Date     | Lanceur          | Base de lancement       | Type                   | Charge utile       | Notes                                                |
| 4 avril  | Soyouz FG        | Baïkonour               | Orbite basse           | Expédition 27/28   | Relève équipage station spatiale internationale      |
| 9 avril  | Longue Marche 3A | Xichang                 | orbite géostationnaire | Compass-IGSO3      | Navigation                                           |
| 14 avril | Atlas V 501      | Vandenberg              | Orbite basse           | NRO L-34           | Satellite de reconnaissance                          |
| 20 avril | PSLV             | Satish Dhawan           | orbite basse           | Resourcesat-2      | Observation                                          |
| 22 avril | Ariane 5 ECA     | Centre spatial guyanais | Orbite géostationnaire | Yahsat 1A New Dawn | Satellite télécommunications                         |
| 27 avril | Soyouz           | Baïkonour               | Orbite basse           | Progress M-10M     | Ravitaillement de la station spatiale internationale |

#### Mai
| Date   | Lanceur                                       | Base de lancement       | Type                   | Charge utile                                             | Notes                                                              |
| 4 mai  | Soyouz-2.1a/Fregat                            | Plessetsk               | Orbite moyenne         | Meridian-4                                               | Télécommunications                                                 |
| 16 mai | STS-134 Navette spatiale américaine Endeavour | Centre spatial Kennedy  | Orbite basse           | ExPRESS Logistics Carrier, Spectromètre magnétique Alpha | Composants de la station spatiale internationale, pièces détachées |
| 20 mai | Ariane 5 ECA                                  | Centre spatial guyanais | Orbite géostationnaire | ST-2 GSAT-8 (en) (ou INSAT-4G)                           | Satellites de télécommunications                                   |
| 20 mai | Proton-M/Briz-M                               | Baïkonour               | Orbite géostationnaire | Telesat-14R                                              | Télécommunications                                                 |

#### Juin
| Date    | Lanceur          | Base de lancement | Type                   | Charge utile              | Notes                                                                          |
| 7 juin  | Soyouz-FG        | Baïkonour         | Orbite basse           | Soyouz TMA-02M            | Relève équipage de la station spatiale internationale début de l'Expédition 28 |
| 10 juin | Delta II 7420-10 | Vandenberg        | Orbite basse           | SAC-D                     | Océanographie                                                                  |
| 15 juin | Safir            | Semnan            | Orbite basse           | Rasad Fajr                | Imagerie                                                                       |
| 20 juin | Longue Marche 3B | Xichang           | orbite géostationnaire | Chinasat-10               | Télécommunications                                                             |
| 21 juin | Soyouz           | Baïkonour         | Orbite basse           | Progress M-11M            | Ravitaillement de la station spatiale internationale                           |
| 27 juin | Soyouz           | Plessetsk         | Orbite basse           | Kosmos 2472 (Kobalt-M N7) | Satellite de reconnaissance militaire                                          |

#### Juillet
| Date       | Lanceur                                      | Base de lancement      | Type                   | Charge utile     | Notes |
| 6 juillet  | Longue Marche 2C                             | Jiuquan                | Orbite basse           | Shijian 11-03    | Satellite technologique |
| 8 juillet  | STS-135 Navette spatiale américaine Atlantis | Centre spatial Kennedy | Orbite basse           | Raffaelo MPLM    | Ravitaillement et pièces détachées pour la station spatiale internationale, pièces détachées. Dernier vol de la navette spatiale. |
| 11 juillet | Longue Marche 3C                             | Xichang                | Orbite géostationnaire | Tianlian-1B      | Satellite de télécommunications                                                                                                   |
| 13 juillet | Soyouz 2.1a / Fregat                         | Baïkonour              | Orbite basse           | Globalstar-2 x6  | Satellite de télécommunications                                                                                                   |
| 15 juillet | PSLV                                         | Satish Dhawan          | Orbite géostationnaire | GSAT-12 (en)     | Satellite de télécommunications                                                                                                   |
| 15 juillet | Proton-M / Briz-M enhanced                   | Baïkonour              | Orbite géostationnaire | KazSat-2 SES-3   | Télécommunications |
| 16 juillet | Delta IV M+ (4,2)                            | Cap Canaveral          | Orbite moyenne         | GPS IIF SV-5     | satellite de navigation |
| 18 juillet | Zenit-3F                                     | Baïkonour              | Orbite terrestre haute | RadioAstron      | Radio-astronomie |
| 26 juillet | Longue Marche 3A                             | Xichang                | Orbite géostationnaire | Compass-IGSO4-1B | Satellite de navigation |
| 29 juillet | Longue Marche 2C                             | Jiuquan                | Orbite basse           | Shijian 11-02    | Satellite technologique |

#### Août
| Date    | Lanceur          | Base de lancement | Type                     | Charge utile                          | Notes |
| 5 août  | Atlas V 551      | Cape Canaveral    | Orbite autour de Jupiter | Juno                                  | Sonde interplanétaire |
| 6 août  | Ariane 5 ECA     | Kourou            | Orbite géostationnaire   | BSAT-3c (en) (ou JCSAT-110R) Astra-1N | Satellites de télécommunications |
| 17 août | Dnepr-1          | Baïkonour         | Orbite basse             | Micro satellites                      | |
| 17 août | Proton-M/Briz-M  | Baïkonour         | Orbite géostationnaire   | Ekspress AM-4 R                       | Télécommunications. Échec à la suite d'une défaillance du troisième étage Briz-M.                                                                                             |
| 18 août | Longue Marche 2C | Jiuquan           | orbite basse             | Shijian 11-04                         | Satellite technologique. Échec |
| 24 août | Soyouz           | Baïkonour         | Orbite basse             | Progress M-12M                        | Ravitaillement de la station spatiale internationale Échec à la suite d'une extinction prématurée du troisième étage. Le vaisseau Progress s'écrase dans la région de l'Altaï |

#### Septembre
| Date         | Lanceur                    | Base de lancement | Type                     | Charge utile                             | Notes                                 |
| 10 septembre | Delta II 7920H             | Cape Canaveral    | Orbite autour de la Lune | Gravity Recovery and Interior Laboratory | Sonde interplanétaire                 |
| 18 septembre | Longue Marche 3B/3E        | Xichang           | orbite géostationnaire   | Chinasat-1A                              | Télécommunications                    |
| 20 septembre | Proton-M / Briz-M          | Baïkonour         | Orbite géostationnaire   | Garpoun                                  | Télécommunications militaires         |
| 21 septembre | Ariane 5 ECA               | Kourou            | Orbite géostationnaire   | Arabsat 5C SES-2                         | Satellites de télécommunications      |
| 23 septembre | H-IIA                      | Tanegashima       | Orbite basse             | IGS-4                                    | Satellite de reconnaissance militaire |
| 24 septembre | Zenit-3SL                  | Ocean Odyssey     | Orbite géostationnaire   | Atlantic Bird 7                          | Télécommunications.                   |
| 27 septembre | Minautor IV +              | Kodiak LP-1       | Orbite basse             | TacSat-4                                 | Technologie                           |
| 29 septembre | Proton-M / Briz-M Enhanced | Baïkonour         | Orbite géostationnaire   | QuetzSat-1                               | Télécommunications.                   |
| 29 septembre | Longue Marche 2F ou 2G     | Jiuquan           | orbite basse             | Tiangong 1                               | Station spatiale                      |

#### Octobre
| Date       | Lanceur                    | Base de lancement       | Type                   | Charge utile            | Notes                                                                                   |
| 2 octobre  | Soyouz-2.1/Fregat          | Plessetsk               | Orbite basse           | Glonass-M               | Navigation                                                                              |
| 5 octobre  | Zenit-3SLB                 | Baïkonour               | Orbite géostationnaire | Intelsat 18             | Télécommunications.                                                                     |
| 7 octobre  | Longue Marche 3B           | Xichang                 | orbite géostationnaire | Eutelsat W3C            | Télécommunications                                                                      |
| 12 octobre | PSLV                       | Satish Dhawan           | orbite basse           | Megha-Tropiques, etc.   | Climatologie                                                                            |
| 19 octobre | Proton-M / Briz-M Enhanced | Baïkonour               | Orbite géostationnaire | Viasat-1                | Télécommunications.                                                                     |
| 21 octobre | Soyouz-ST                  | Centre spatial guyanais | Orbite basse           | 2 Galileo               | Navigation                                                                              |
| 28 octobre | Delta II                   | Vandenberg              | Orbite basse           | NPP-Bridge, LightSail-1 | Météorologie, technologie voile spatiale. Dernier vol de la Delta II                    |
| 30 octobre | Soyouz                     | Baïkonour               | Orbite basse           | Progress M-13M          | Ravitaillement de la station spatiale internationale                                    |
| 31 octobre | Longue Marche 2F/2H        | Jiuquan                 | orbite basse           | Shenzhou                | Premier vol du lanceur 2H, vaisseau sans équipage teste le rendez-vous avec Tiangong 1. |

#### Novembre
| Date        | Lanceur                  | Base de lancement | Type                   | Charge utile                | Notes                                                                          |
| 4 novembre  | Proton-M/Briz-M          | Baïkonour         | Orbite basse           | Glonass-M × 3               | Navigation                                                                     |
| 8 novembre  | Zenit-3F                 | Baïkonour         | Mars                   | Phobos-Grunt Yinghuo-1      | Sonde interplanétaire                                                          |
| 9 novembre  | Longue Marche 4B         | Taiyuan           | orbite basse           | Yaogan 12                   | Satellite de reconnaissance                                                    |
| 14 novembre | Soyouz-FG                | Baïkonour         | Orbite basse           | Soyouz TMA-22               | Relève équipage de la station spatiale internationale début de l'Expédition 29 |
| 20 novembre | Longue Marche 2D         | Jiuquan           | orbite basse           | Shiyan Weixing 4 Tian Xun 1 | Technologie.                                                                   |
| 25 novembre | Proton-M/Briz-M Enhanced | Baïkonour         | Orbite géostationnaire | AsiaSat-7                   | Télécommunications.                                                            |
| 26 novembre | Atlas V 541              | Cape Canaveral    | Mars                   | MSL                         | Rover martien, premier vol du modèle 541                                       |
| 28 novembre | Soyouz-STA/Fregat        | Plessetsk         | Orbite basse           | Glonass-M                   | Navigation                                                                     |
| 29 novembre | Longue Marche 2C         | Taiyuan           | orbite basse           | Yaogan 13                   | Satellite de reconnaissance                                                    |

#### Décembre
| Date         | Lanceur                    | Base de lancement | Type                   | Charge utile              | Notes                                                                          |
| 1er décembre | Longue Marche 3B           | Xichang           | orbite géostationnaire | Compass-IGSO5             | Navigation                                                                     |
| 11 décembre  | Proton-M / Briz-M Enhanced | Baïkonour         | Orbite géostationnaire | Loutch-5A AMOS-5 (en)     | Télécommunications.                                                            |
| 12 décembre  | H-IIA                      | Tanegashima       | Orbite basse           | IGS-Radar 3               | Satellite de reconnaissance militaire                                          |
| 17 décembre  | Soyouz-Fregat-MT           | Kourou            | Orbite basse           | Pléiades, SSOT, ELISA × 4 | Satellites d'observation, Satellite écoute militaire (ELISA)                   |
| 19 décembre  | Longue Marche 3B           | Xichang           | orbite géostationnaire | NigComSat-1R W3C          | Télécommunications                                                             |
| 21 décembre  | Soyouz-FG                  | Baïkonour         | Orbite basse           | Soyouz TMA-03M            | Relève équipage de la station spatiale internationale début de l'Expédition 30 |
| 22 décembre  | Longue Marche 4B           | Taiyuan           | orbite basse           | Zi Yuan 1-02C             | Satellite d'observation                                                        |
| 23 décembre  | Soyouz-STA / Fregat        | Plessetsk         | Orbite Molnyia         | Meridian-5                | Télécommunications Échec du lancement, défaillance du dernier étage            |
| 28 décembre  | Soyouz / Fregat            | Baïkonour         | Orbite basse           | Globalstar-2 × 5          | Télécommunications                                                             |

### Vol orbitaux

#### Par pays
| Pays       | Lancements | Succès | Échecs | Échecs partiels | Remarques |
| ---------- | ---------- | ------ | ------ | --------------- | --- |
| Chine      | 19         | 18     | 1      | 0               | |
| États-Unis | 18         | 17     | 1      | 0               | |
| Europe     | 5          | 5      | 0      | 0               | |
| Inde       | 3          | 3      | 0      | 0               | |
| Iran       | 1          | 1      | 0      | 0               | |
| Japon      | 3          | 3      | 0      | 0               | |
| Russie/CEI | 35         | 31     | 4      | 0               | Comprend Sea Launch, Land Launch et les vols depuis Kourou. La sonde Phobos-Grunt a été victime d'une défaillance après le lancement |
| Total      | 84         | 78     | 6      | 0               | |

#### Par lanceur
| Lanceur                    | Pays       | Lancements | Succès | Échecs | Échecs partiels | Remarques           |
| -------------------------- | ---------- | ---------- | ------ | ------ | --------------- | ------------------- |
| Ariane 5ECA                | Europe     | 5          | 5      | 0      | 0               |                     |
| Atlas V                    | États-Unis | 5          | 5      | 0      | 0               |                     |
| Delta II                   | États-Unis | 3          | 3      | 0      | 0               | Derniers lancements |
| Delta IV                   | États-Unis | 3          | 3      | 0      | 0               |                     |
| Dnepr-1                    | Ukraine    | 1          | 1      | 0      | 0               |                     |
| H-IIA                      | Japon      | 2          | 2      | 0      | 0               |                     |
| H-IIB                      | Japon      | 1          | 1      | 0      | 0               |                     |
| Longue Marche 2            | Chine      | 7          | 6      | 1      | 0               |                     |
| Longue Marche 3            | Chine      | 9          | 9      | 0      | 0               |                     |
| Longue Marche 4            | Chine      | 3          | 3      | 0      | 0               |                     |
| Minautor I                 | États-Unis | 2          | 2      | 0      | 0               |                     |
| Minautor IV                | États-Unis | 1          | 1      | 0      | 0               |                     |
| Navette spatiale           | États-Unis | 3          | 3      | 0      | 0               | Derniers lancements |
| Proton                     | Russie     | 9          | 8      | 1      | 0               |                     |
| PSLV                       | Inde       | 3          | 3      | 0      | 0               |                     |
| Safir                      | Iran       | 1          | 1      | 0      | 0               |                     |
| Soyouz                     | Russie     | 19         | 17     | 2      | 0               |                     |
| UR-100N (Strela ou Rockot) | Russie     | 1          | 0      | 1      | 0               |                     |
| Taurus                     | États-Unis | 1          | 0      | 1      | 0               |                     |
| Zenit (fusée)              | Ukraine    | 5          | 5      | 0      | 0               |                     |

#### Par type d'orbite
| Orbite         | Lancements | Succès | Échecs | Atteints par accident |
| -------------- | ---------- | ------ | ------ | --------------------- |
| Basse          | 43         | 39     | 4      | 0                     |
| Moyenne        | 7          | 7      | 0      | 0                     |
| haute          | 2          | 1      | 1      | 0                     |
| Héliocentrique | 3          | 3      | 0      | 0                     |

## Survols et contacts planétaires
| Date         | Sonde spatiale | Événement                                       | Remarque |
| ------------ | -------------- | ----------------------------------------------- | --- |
| 9 janvier    | Mars Express   | survol de Phobos                                | Distance de 100 km. Entre le 20 décembre et le 16 janvier Mars Express a survolé à 8 reprises Phobos à une distance inférieure à 1 400 km. |
| 11 janvier   | Cassini        | survol de Rhéa                                  | Distance de 76 km. |
| 15 février   | Stardust       | survol de Tempel 1                              | Observation du cratère créé par la mission Deep Impact. Distance 181 km.                                                                   |
| 18 février   | Cassini        | survol de Titan                                 | Distance de 3 651 km. |
| 18 mars      | MESSENGER      | injection en orbite autour de Mercure           | Premier satellite artificiel de Mercure |
| 19 avril     | Cassini        | survol de Titan                                 | Distance de 10 053 km. |
| 8 mai        | Cassini        | survol de Titan                                 | Distance de 1 873 km. |
| 20 juin      | Cassini        | survol de Titan                                 | Distance de 1 359 km. |
| 27 juin      | THEMIS P1      | Insertion en orbite lunaire                     | Orbite 3543 × 27 000 km évolutant sur 3 mois vers 97 × 18 000 km, inclinaison 20°, orbite rétrograde                                       |
| 16 juillet   | Dawn           | injection en orbite autour de l'astéroïde Vesta | |
| 17 juillet   | THEMIS P2      | Insertion en orbite lunaire                     | Orbite 3543 × 27 000 km évolutant sur 3 mois vers 97 × 18 000 km, inclinaison 20°, orbite rétrograde                                       |
| 25 août      | Cassini        | survol de Hypérion                              | Distance de 58 000 km. |
| 12 septembre | Cassini        | survol de Titan                                 | Distance de 5 821 km. |
| 16 septembre | Cassini        | survol de Hypérion                              | Distance de 58 000 km. |
| 1er octobre  | Cassini        | survol de Encélade                              | Distance de 99 km. |
| 19 octobre   | Cassini        | survol de Encélade                              | Distance de 1 231 km. |
| 6 novembre   | Cassini        | survol de Encélade                              | Distance de 496 km. |
| 12 décembre  | Cassini        | survol de Encélade                              | Distance de 99 km. |
| 13 décembre  | Cassini        | survol de Titan                                 | Distance de 3 586 km. |
| 31 décembre  | GRAIL-A        | Insertion en orbite lunaire                     | |

## Sorties extra-véhiculaires
Mis à jour le  17 février 2011.
- 21 janvier : Dmitri Kondratiev et Oleg Skripochka préparent le module Poisk pour les prochains amarrages (5 heures 23 minutes).
- 16 février : Dmitri Kondratiev et Oleg Skripochka installent une antenne radio, lancent un nano satellite, mettent en place deux expériences scientifiques et retirent deux panneaux exposant des matériaux dans le vide d'une troisième expérience (6 hours 23 minutes).
- 28 février : Stephen Bowen et Alvin Drew démontent une pompe du circuit de refroidissement en panne Removed a failed coolant pump et modifient le montage d'une extension d'un câble d'alimentation électrique (6h34).
- 2 mars : Stephen Bowen et Alvin Drew enlèvent ou réparent des revêtements de protection thermique, déplacent un système de fixation du module Columbus, installent une caméra sur Dextre ainsi qu'un éclairage sur un chariot à fret(6h14).
- 20 mai : Andrew Feustel et Gregory Chamitoff achèvent d'installer un nouvel ensemble d'expériences MISSES, commencent à installer un nouveau système vidéo sans fil, installent une dérivation sur un circuit d'ammoniac, installent un nouvel éclairage sur un chariot CETA sur la poutre S3, ainsi qu'un couvercle sur le ARJ tribord (6h19)
- 22 mai : Andrew Feustel et Michael Fincke fixent un circuite de dérivation de l'amoniac sur le port 6 du PCTCS, lubrifient le SARJ et une des mains de DEXTRE et installent un éclairage sur la poutre S1  (8h7).
- 25 mai : Andrew Feustel  et Michael Fincke installent PDGF sauf le câble de transfert de données, mettent en place des câbles d'alimentation électrique entre Unity et Zarya, achèvent l'installation de vidéo sans fil, prennent des photos des moteurs de Zarya et réalisent des vidéos en infrarouges de l'expérience installée sur ELC (6h54).
- 27 mai  :Gregory Chamitoff et Mike Fincke installent OBSS sur la poutre S1, démontent EFGF et le remplacent par une pièce de rechange PDGF et dévissent partiellement les boulons qui attachent le bras de rechange de Dextre sur ELC 3. Dernière sortie extravéhiculaire à partir de la navette spatiale américaine (7h24).
- 12 juillet : Ronald Garan et Michael Fossum transfèrent une pompe du circuit de refroidissement en panne dans la navette spatiale Atlantis, sortent le système robotique de transfert de carburant de la soute de la navette pour l'installer sur la station, installent une expérience de sciences des matériaux sur la poutre de la station, révisent une attache d'un bras du robot, installent une protection thermique sur le port d'ammarrage inutilisé PMA-3 et fixent un câble sur le module Zarya (6h31).
- 3 aout : Sergei Volkov et Alexander Samokoutiaïev lancent le satellite Kedr, installent l'expérience BIORISK sur la coque du module Pirs et installent un système de communication laser pour transmettre les données scientifiques  collectées par la partie russe de la station spatiale. (6h22).

## Autres événements
- 24 septembre : Retombée du satellite UARS[4],[5].